# Battaglia di Pima Butte
La  Battaglia di Pima Butte, oe Battaglia di Maricopa Wells, venne combattuta il 1º settembre 1857 a Pima Butte, Arizona vicino Maricopa Wells nella Sierra Estrella. Guerrieri Quechan, Mohave, Apache e Yavapai attaccarono il villaggio di Secate, abitato dai Maricopa, in una delle più grandi battaglie nella storia dell'Arizona. Fu anche l'ultima grande battaglia combattuta dai Quechan e l'ultima grande battaglia combattuta esclusivamente tra i nativi americani in America del Nord.

## Battaglia

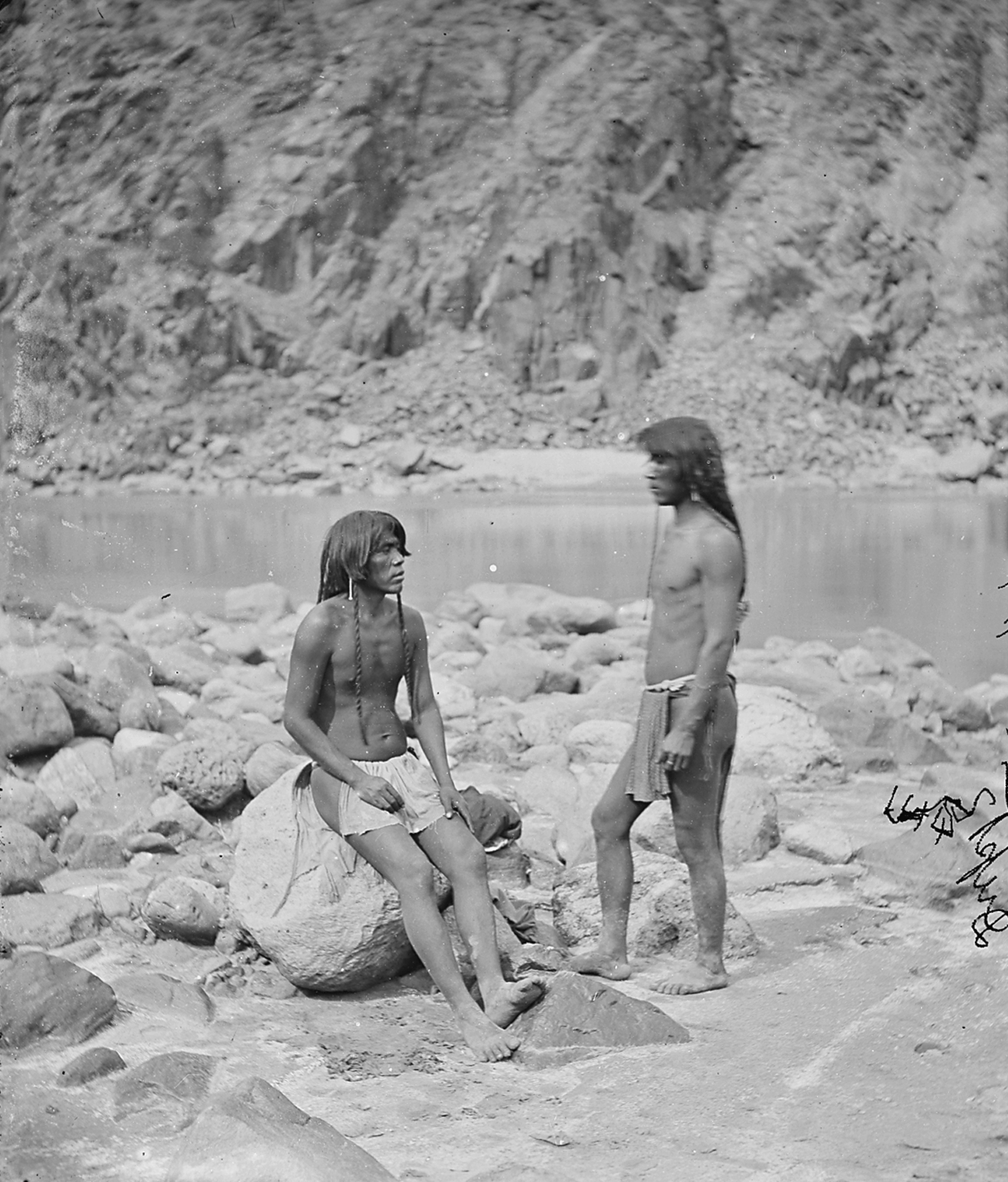
Due guerrieri Mohave nel 1871, di Timothy H. O'Sullivan

Per centinaia di anni prima del 1857, i Quechan e i Maricopa erano stati nemici. In molte occasioni le due tribù riunivano i loro guerrieri sul monte Berdache. Lì le due parti iniziavano a gridare insulti, gli uni contro gli altri, prima di combattere una battaglia. Il capo Francisco dei Quechan guidò l'esercito combinato che contava almeno 300 uomini che arrivarono vicino a Secate il 31 agosto 1857. Francisco iniziò il suo attacco il mattino dopo aver conquistato il villaggio di Maricopa e cominciò a bruciare le strutture. I Quechan e i loro alleati avevano percorso 263 km. in otto giorni ed erano stanchi e affamati. Di conseguenza, i Quechan e i loro alleati commisero l'errore madornale di rimanere nel villaggio in fiamme per riposare e mangiare il cibo preso ai Maricopa.
Quando l'esercito di Francisco attaccò, le donne e i bambini sopravvissuti fuggirono verso la collina Pima Butte, che si trovava appena a sud del villaggio, mentre i guerrieri si radunarono e inviarono una richiesta di aiuto ai vicini villaggi dei Pima. Questi inviarono tutti i loro guerrieri che assieme ai Maricopa si lanciarono al contrattacco. Ma prima che arrivassero Maricopa e Pima, tutti gli Apache, Yavapais e la maggior parte dei Mohave fuggirono, lasciando i restanti Quechan e Mohave in inferiorità numerica. Le forze Maricopa e Pima, alcune montate su cavalli, circondarono gli attaccanti prima di annientarli. La maggior parte dei Quechan e dei Mohave furono uccisi, compreso il capo Francisco. Intorno all'11 settembre, il viaggiatore John B. Hilton visitò il campo di battaglia e in seguito scrisse di aver osservato novanta corpi stesi a terra.
Il 12 settembre il San Diego Herald riferì erroneamente che la battaglia era stata combattuta da tre lati tra Pima, Quechan e Maricopa gli uni contro gli altri. Allo stesso tempo, il "Daily Alta California" riferì che la battaglia era:
(Daily Alta California)
Per "alleati" si riferiva ai Quechan che dopo la guerra combattuta contro le truppe federali erano diventati buoni vicini con gli americani della parte californiana del fiume Colorado. In un articolo successivo, il San Diego Herald scrisse quanto segue:
(San Diego Herald)